# 约翰·亨德里克·范达勒
约翰·亨德里克·范达勒（荷蘭語：Johan Hendrik van Dale，發音：[ˈjoːɦɑn ˈɦɛndrɪk fɑn ˈdaːlə]；1828年2月15日—1872年5月19日），荷兰教师、档案保管员和词典编纂者。其编撰了《范达勒荷兰语大词典》，该书于其去世后的1874年首次出版。